# Bryggja
Bryggja este o localitate din comuna Vågsøy, provincia Sogn og Fjordane, Norvegia, cu o suprafață de 0,38 km² și o populație de 333 locuitori (2013).